# 西日本放送電台
西日本放送電台（日语：西日本放送ラジオ、にしにっぽんほうそうラジオ）是西日本放送（RNC）運營的AM廣播部門。通稱RNC電台。西日本放送的電視部門以岡山縣、香川縣兩縣為播出地區，但廣播部門則僅以香川縣為播出地區。西日本放送電台同時加盟了JRN和NRN，但僅取材香川縣內播出的新聞。2017年11月1日，西日本放送電台加入radiko服務。

## 外部連結
- ラジオ （页面存档备份，存于） - RNC西日本放送 （日語）
- RNCラジオ的X（前Twitter）
- 西日本放送電台的Facebook專頁